# グラウデンツ (軽巡洋艦)

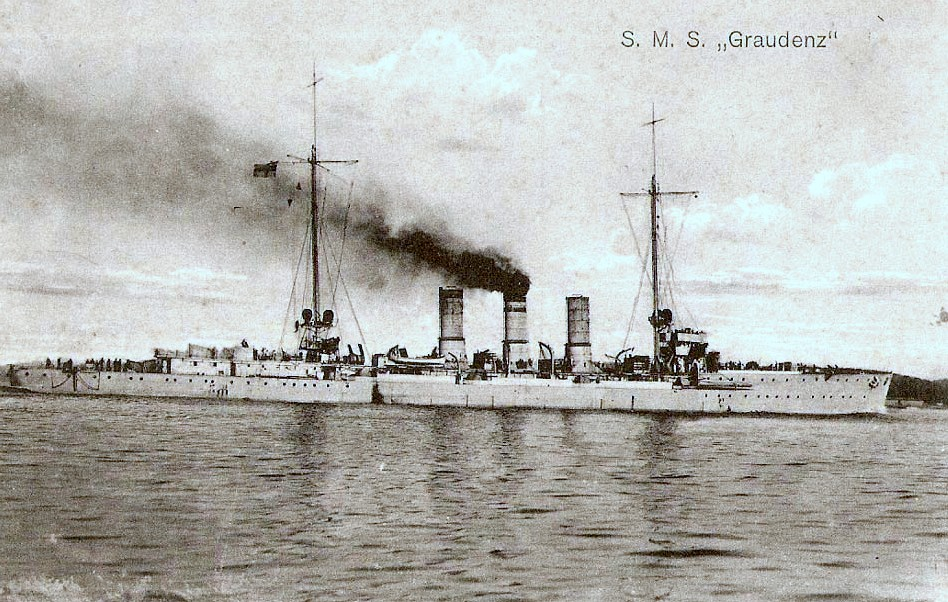
竣工時のグラウデンツ

グラウデンツ (SMS Graudenz) は、ドイツ帝国海軍の巡洋艦。グラウデンツ級小型巡洋艦の1隻。

## 艦歴
1912年起工。1913年10月25日進水。1914年8月10日就役。水雷艇の嚮導艦として第4偵察群に所属。
イギリス東海岸への襲撃に参加した後、1915年1月24日にドッガー・バンク海戦に参加。1915年8月、短期間第2偵察群と共にバルト海に移った。1ヵ月後、グラウデンツは巡洋艦ピラウと共にホーンズリーフで衝突した水雷艇V1とG12の救援活動を行った。
1915年10月26日から1916年2月18日までキール工廠で改装工事が行われ、10.5cm砲の15cm砲への換装などが行われた。
1916年4月22日、触雷。水雷艇S51および巡洋艦フラウエンロープによりヴィルヘルムスハーフェンへ曳航された。この触雷のためグラウデンツはユトランド沖海戦には参加できていない。
戦後スカパ・フローに抑留はされなかったが、1920年にイタリアに引き渡された。1925年5月6日にイタリア海軍でアンコーナ (Ancona) として就役。1938年解体。